# Onesphore Nzikwinkunda
Onesphore Nzikwinkunda (10 giugno 1997) è un maratoneta e mezzofondista burundese.

## Palmarès
| Anno | Manifestazione     | Sede     | Evento         | Risultato | Prestazione | Note                          |
| ---- | ------------------ | -------- | -------------- | --------- | ----------- | ----------------------------- |
| 2016 | Africani           | Durban   | 5000 m piani   | 12º       | 13'34"54    |                               |
| 2017 | Mondiali di cross  | Kampala  | Corsa seniores | 14º       | 29'21"      |                               |
| 2017 | Mondiali di cross  | Kampala  | A squadre      | 6º        | 119 p.      |                               |
| 2017 | Mondiali           | Londra   | 10000 m piani  | 19º       | 28'09"98    | Miglior prestazione personale |
| 2019 | Mondiali di cross  | Aarhus   | Corsa seniores | 14º       | 32'56"      |                               |
| 2019 | Mondiali di cross  | Aarhus   | A squadre      | 5º        | 91 p.       |                               |
| 2019 | Mondiali           | Doha     | 10000 m piani  | 18º       | 29'11"50    |                               |
| 2019 | Giochi Panafricani | Rabat    | 10000 m piani  | 6º        | 28'11"90    |                               |
| 2023 | Mondiali           | Budapest | Maratona       | 43º       | 2h18'27"    |                               |

## Altre competizioni internazionali[1]
2018
- Oro al Giro podistico internazionale di Castelbuono ( Castelbuono)
- 6º alla Maratona di Istanbul ( Istanbul) - 2h12'11"

2019
- 8º alla Maratona di Roma ( Roma) - 2h15'04"
- 8º alla 15K Nocturna Valencia ( Valencia), 15 km - 45'17"

2020
- Oro alla Marcialonga Running ( Moena), 26 km - 1h12'19"

2021
- 25º alla Milano Marathon ( Milano) - 2h13'06"
- 8º al Cross Internacional Zornoza ( Amorebieta-Etxano) - 26'39"

2022
- 31º alla Maratona di Valencia ( Valencia) - 2h12'12"
- 15º alla Roma-Ostia ( Roma) - 1h02'38"

2023
- 15º alla Milano Marathon ( Milano) - 2h16'40"
- Bronzo al Cross della Vallagarina ( Villa Lagarina) - 27'53"

2024
- 20º alla Maratona di Rotterdam ( Rotterdam) - 2h12'52"
- 9º alla Stramilano ( Milano) - 1h03'17"

2025
- 9º al Cross della Vallagarina ( Villa Lagarina) - 26'10"